# Ingrid Jungermann
Pour les articles homonymes, voir Ingrid et Jungermann.
Ingrid Jungermann est une actrice, réalisatrice, productrice et scénariste américaine.

## Biographie
Ingrid Jungermann réalise et joue principalement dans des films lesbiens.

## Filmographie
| Année     | Film                 | Actrice | Réalisatrice | Scénariste | Productrice | Notes         |
| --------- | -------------------- | ------- | ------------ | ---------- | ----------- | ------------- |
| 2004      | Viewpoint            |         | Oui          | Oui        |             | court métrage |
| 2004      | American Primitive   | Brenda  |              |            |             | long métrage  |
| 2008      | Love Sucks           |         | Oui          | Oui        | Oui         | court métrage |
| 2010      | Unring the Bell      |         | Oui          | Oui        | Oui         | court métrage |
| 2011      | Sucker               |         | Oui          | Oui        | Oui         | court métrage |
| 2011      | Back to the Dust     |         | Oui          | Oui        | Oui         | court métrage |
| 2010-2012 | The Slope            | Ingrid  | Oui          | Oui        | Oui         | mini-série    |
| 2012      | Kyakä La Na          |         |              |            | Oui         | court métrage |
| 2013      | See You Next Tuesday |         |              |            |             | long métrage  |
| 2013-2014 | F to 7th             | Ingrid  | Oui          | Oui        |             | mini-série    |
| 2014      | Lyle                 | June    |              |            |             | long métrage  |
| 2016      | Women Who Kill       | Morgan  | Oui          | Oui        |             | long métrage  |